# Симонова, Людмила Христофоровна
Людмила Христофоровна Симонова (урождённая Ребиндер, в первом браке Симонова, во втором ― Хохрякова; 14 [26] марта 1838, Вологда — 12 [25] марта 1906, Ташкент) — прозаик, публицистка, этнограф.

## Биография
Отец, Самуил Христофор Иванович Ребиндер, титулярный советник ― из старинного дворянского рода эстляндского происхождения, мать — из дворян
Орловской губернии. Симонова рано осиротела. Воспитывалась в Александровском училище Смольного института (выпуск 1857 года). Завершив учёбу, Симонова переехала к сестре в Пермскую губернию, где вышла замуж за чиновника Министерства государственных имуществ. Сопровождала мужа в служебных ревизских поездках; вела записи наблюдений за жизнью крестьян в Зауралье, за бытом и верованиями сибирских инородцев. Овдовев, переехала (1864) в Петербург, поступила на телеграф, где проработала 14 лет. Вскоре вновь вышла замуж, но семейная жизнь не сложилась, вероятно, из-за пьянства мужа. Овдовела вторично (1876).
Опубликовала в «Современном листке» заметку «Несколько слов о пользе введения ремёсел в наших уездных училищах» (1864), после чего была приглашена мужем своей институтской подруги А. И. Поповицким в журнал «Церковно-общественный вестник», где возглавила общественный отдел. С 1876 года в журнале стали появляться материалы за подписью Симоновой. Кроме «Церковно-общественного вестника», публиковалась в журналах «Живописное обозрение», «Дело», «Молва», «Русский паломник», «Еженедельное обозрение», «Родник». Со второй половины 1770-х годов подписывалась в основном Симонова, реже — Хохрякова. Автор корреспонденций, рецензий, очерков. Активно участвовала в полемике о положении белого духовенства, которую вёл «Церковно-общественный вестник», в своих рассказах и повестях писала об унизительной бедности и бесправии зауральских и сибирских сельских священников. «Каждый новый вопрос церковной жизни я оттеняла беллетристическим рассказом или очерком», — подвела впоследствии писательница итог периоду своего сотрудничества в «Церковно-общественном вестнике».
Из её произведений этого времени особый резонанс имел рассказ «Испорченный» (1879), в мелодраматической форме ставивший проблему второбрачия вдовых священников и первоначально запрещённый цензурой, который вызвал сочувственный интерес Ф. М. Достоевского, с которым Симонова была знакома с 1876 года. Симонова считается прототипом Хохлаковой в «Братьях Карамазовых». Её рассказ Достоевский использовал в главке «Анекдот из детской жизни» в «Дневнике писателя» (1876).
К 300-летию присоединения Сибири к России Симонова опубликовала несколько рассказов и повестей из жизни инородческого населения (вогулов, остяков
и др.): «В сибирских дебрях. Прощание со старым богом» (1881), «В лесу» (1882), «Лаача» (1883), «По русской земле» (1883), «Эзе» (1884), «Ильдиа» (1886), «Голод» (1884) и др. С 1885 года ― член Русского географического общества, участвовала в систематическом описании сибирских инородцев по печатным источникам и архивным материалам. Эта тема стала одной из основных в творчестве Симоновой, к ней писательница обращается и позднее, переселившись в Среднюю Азию: повести «На окраине (Бывальщина)» (1904), «Азрэт» (1906), «Рахмед» (1907). Эти произведения, насыщенные этнографическими подробностями, рисовали неприглядную картину жизни национальных окраин с их нищетой, голодом, повальными болезнями, притеснениями со стороны властей и русских промышленников
и переселенцев. Однако причиной бедственного положения инородцев Симонова не в последнюю очередь считала их собственное невежество и отсталость; колонизация, по её мнению, была благом, а приобщение к «цивилизации» — спасением от всех существующих зол. Сходные идеи Симонова проводила и в публицистических статьях «Вымирающие племена» (1883), «Вымирать ли инородцам? » (1883). Важное место в творчестве Симоновой занимал женский вопрос. Анализируя семейный быт различных социальных слоев — от дворян («Спутница») и купцов («Сам») до простонародья («Убила»), Симонова везде видела произвол и самодурство мужчин, угнетающих слабых женщин. Доведённые до отчаяния, её героини спиваются, умирают от чахотки, кончают жизнь самоубийством, убивают постылых мужей либо ищут утешения в любовных связях. Семьи разоряются, распадаются, морально и физически гибнут дети. Вину за критическое состояние современной семьи Симонова неизменно возлагала на мужчин. Критика находила романы Симоновой безнравственными и «грязными».
В 1886 году Симонова поступила на службу в Министерство народного просвещения и, получив место преподавательницы немецкого языка в гимназии, переехала в Ташкент. В 1890 году была назначена начальницей Мариинского женского училища в Самарканде. В 1900 году, выйдя в отставку по болезни, уехала к дочери в Кяхту. Литературной работой занималась в эти годы эпизодически: собирала местный фольклор, рассказы очевидцев о недавних исторических событиях: «Рассказы о взятии Самарканда» (1900), «Рассказы очевидцев о завоевании русскими г. Самарканда и о семидневном сидении» (1904), «Былины о разрушении города Саурана» (1906); по результатам наблюдения за бытом монголов и китайцев в окрестностях Кяхты создала цикл очерков «На границе» (1904). В 1904—1905 предприняла неудачную попытку издать собрание сочинений, для чего ездила в Петербург. Вскоре по возвращении в Ташкент умерла от паралича сердца.